# Jeans Fritz

Ehemaliges Logo

Die Jeans Fritz Handelsgesellschaft für Mode mbH ist ein deutsches Modehandelsunternehmen mit Unternehmenssitz im ostwestfälischen Hüllhorst. Die seit 1971 aktive Handelskette wurde nach ihrer Insolvenz 1996/97 neu gegründet und auf mittelpreisige Casualwear ausgerichtet.

## Geschichte
Jeans Fritz wurde 1971 von Viktor Fritz mit einem Ladengeschäft in Bielefeld gegründet. Das Familienunternehmen der Familie Fritz entwickelte sich in den 70er-Jahren, vor allem mit preisgünstiger Denimmode für ein junges Publikum, zu einem der Marktführer in Deutschland.
Ende 1996 stellten die fünf Unternehmen der Jeans-Fritz-Gruppe mit Sitz in Löhne einen Konkursantrag, damals umfasste die Handelskette etwa 260 Läden mit 1200 Mitarbeitenden. Im März 1997 war kurzzeitig eine Übernahme durch Porta Möbel im Gespräch, bis zu diesem Zeitpunkt wurden 20 Filialen geschlossen und 43 Menschen entlassen. Später lagen auch Kaufangebote von der Düsseldorfer Wolff-Gruppe und von Sarahtex aus Essen vor, im Mai entschieden sich der Insolvenzverwalter und die Gläubiger jedoch für ein Management-Buy-out unter der Leitung von Ernst Schäfer und Hans-Joachim Kühn. Zur Umstrukturierung wurde dem Unternehmen ein Bürgschaft des Landes zugesichert.
Im Jahr 1999 setzte das Unternehmen 170 Mio. DM um und unterhielt etwa 200 Filialen. Nachdem es kurzzeitig unter dem Namen Fritz aufgetreten war und sich mehr auf Modeartikel konzentriert hatte, entwickelte man das Sortiment ins Mittelpreissegment mit niedrigerem Modegrad. 2001 verlegte das Unternehmen den Firmensitz in den Hüllhorster Ortsteil Tengern.
Das Unternehmen erholte sich und betrieb 2009 über 250 Filialen mit 1200 Mitarbeitenden, die 139 Mio. Euro Umsatz erwirtschafteten. Anfang 2011 ersetzte Frank Eickmeier Kühn als Co-Geschäftsführer. Mehrheitseigentümer des Unternehmens war Opcon, eine Investmentgesellschaft der Dr. Rehfeld Fashion. Seit Oktober 2011 werden die Kollektionen auch über einen eigenen Onlineshop vertrieben. Seit Anfang 2022 leitet Schäfer das Unternehmen gemeinsam mit Thorsten Fritze und Thorsten Heinrichsmeier.

## Produkte und Filialen

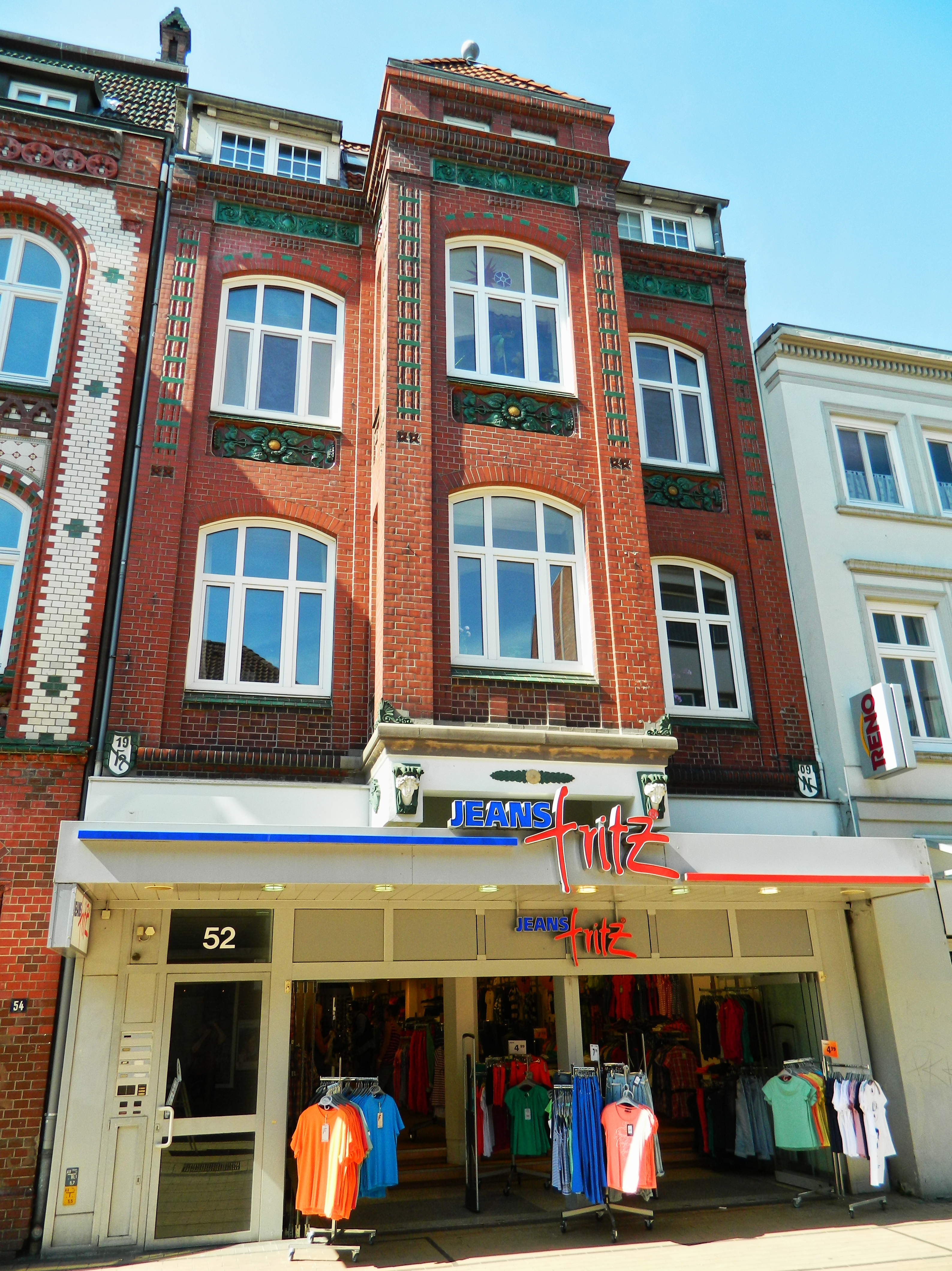
Filiale in Elmshorn, 2013

Jeans Fritz ist im Mittelpreissegment angesiedelt und führt ein wöchentlich wechselndes Sortiment an Denim- und Casualwear für Damen und Herren, das neben Jeans auch Modeartikel und Accessoires umfasst. Hergestellt werden sie überwiegend in Asien.
Jeans Fritz betreibt deutschlandweit über 300 Filialen, die eine Größe von 280 bis 300 Quadratmeter haben. Am Hauptsitz werden etwa 140 Menschen in der Verwaltung und im Lagerverkauf beschäftigt.
Jeans Fritz betreibt derzeit vier Eigenmarken:
- Multiblu
- For Friends
- Tom Tompson
- TOM